# Vicuña (Chile)
Vicuña ist eine Stadt in der Región de Coquimbo im Norden Chiles und befindet sich 54 Kilometer östlich von La Serena im Landesinneren. Die Stadt hatte 24.010 Einwohner im Jahr 2002, davon lebten 12.910 in der Stadt selbst und 11.100 in deren Umland. Mit einer Fläche von 7.609,8 km² ist Vicuña die flächengrößte Stadt in der Region Coquimbo.
Die Stadt wurde 1821 während der Regierungszeit von Joaquín Vicuña auf die Anweisung von Bernardo O’Higgins gegründet um die Souveränität im Río-Elqui-Gebiet zu gewährleisten. Zunächst wurde sie San Isidro de Vicuña genannt und 1872 in Vicuña umbenannt.

## Geographie
Vicuña liegt etwa 54 Kilometer östlich der Küstenstadt La Serena im bergigen Landesinneren. Die Stadt liegt am Fluss Río Elqui auf einer Höhe von 620 m. Etwa zehn Kilometer westlich der Stadt wird der Río Elqui am Puclaro-Staudamm (Embalse Puclaro) aufgestaut. Während im Tal Landwirtschaft mit Bewässerung möglich ist, gedeihen auf den sehr trockenen Bergen nördlich und südlich der Stadt nur niedrige Büsche.
Die Stadt ist durch die Nationalstraße 41 (Ruta CH-41), die westlich nach La Serena führt, an das Straßenverkehrsnetz des Landes angeschlossen.
Die Nationalstraße 41 führt im Osten des Ortes, als „Camino Internacional Gabriela Mistral“ bezeichnet, unbefestigte Schotterpiste, zum 4780 m hohen Agua-Negra-Pass, dem höchsten Andenpass zwischen Chile und Argentinien.

## Sehenswürdigkeiten
Wahrzeichen der Stadt ist der Torre Bauer im Zentrum von Vicuña, in dem heute die Tourist-Information untergebracht ist. Der Turm wurde unter Bürgermeister Adolfo Bauer, der auch Namensgeber für den Turm war, errichtet und 1905 fertiggestellt.

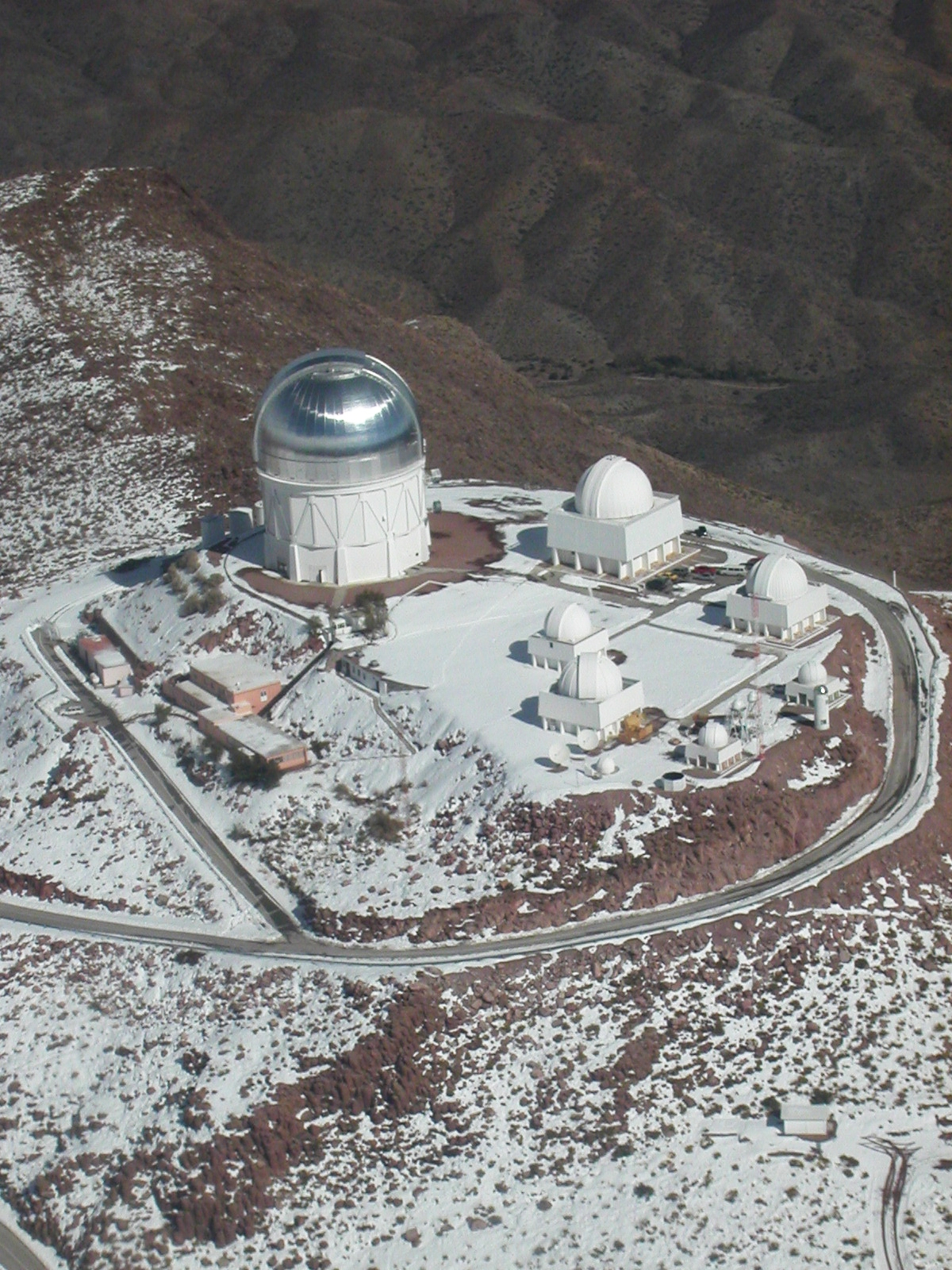
Das Cerro Tololo Inter-American Observatory

Aufgrund der meist sehr klaren Tage und Nächte befinden sich bei Vicuña mehrere astronomische Observatorien. Etwa 17 Kilometer südwestlich vom Stadtzentrum Vicuñas liegt der über 2.200 Meter hohe Cerro Tololo, auf dem sich das Cerro Tololo Inter-American Observatory befindet. Es ist mit mehreren astronomischen Teleskopen und Instrumenten ausgestattet. Im Gegensatz zum Cerro-Tololo-Observatorium, das nur für Tagestouristen zu besichtigen ist und das nur von Astronomen benutzt werden kann, ist das Mamalluca-Observatorium etwa 10 Kilometer nördlich von Vicuña auch für die Öffentlichkeit zugänglich.
Noch einmal zehn Kilometer südlich Cerro-Tololo-Observatoriums befinden sich auf dem etwa 2.700 Meter hohen Cerro Pachón das internationale Observatorium Gemini Süd sowie das SOAR Telescope. Gut einen Kilometer westlich des Gemini-Observatoriums ist das Vera C. Rubin Observatory (bis 2020 Large Synoptic Survey Telescope genannt) in Bau, das 2019 bis 2025 fertiggestellt werden soll.

## Bevölkerung
Die Stadt Vicuña hatte beim Zensus 2002 insgesamt 24.010 Einwohner, davon lebten 12.910 in der Stadt selbst und 11.100 in deren Umland. 12.302 Einwohner waren Männer und 11.708 Frauen. Aufgrund der großen Fläche von 7.609,8 km², von der die meisten Teile unbewohnt sind, hat Vicuña eine Bevölkerungsdichte von nur 3,2 Einwohnern pro Quadratkilometer.

## Wirtschaft
Vicuña ist ein Hauptzentrum der Produktion des chilenischen Nationalgetränks Pisco. Der größte Piscohersteller Chiles, die Cooperativa Agrícola Pisquera Elqui Limitada (CAPEL), ist in dieser Region ansässig.

## Persönlichkeiten der Stadt

### Gabriela Mistral
In der Stadtmitte befindet sich ein Platz, den man der berühmtesten Einwohnerin Gabriela Mistral gewidmet hat. Die Dichterin wurde 1889 hier geboren und gewann 1945 den Nobelpreis für Literatur. Heute befindet sich in Vicuña auch ein Museum über das Leben und die Werke der Dichterin.

### Weitere Personen
- Bernardo Campos (* 1991), Fußballspieler